# Lewis és Clark Főiskola
A Lewis és Clark Főiskola bölcsészettudományi magánintézmény az Amerikai Egyesült Államok Oregon államának Portland városában. Az 1858-ban Albanyben alapított intézmény 1938-ban Portlandbe költözött, 1942-ben pedig felvette Lewis és Clark expedíciójának nevét. A fél négyzetkilométeres campus Portland Collins View városrészében, a Palatine-dombon található.
Az intézmény az Annapolis Csoport tagja. Sportcsapatai az NCAA III-as divíziójában versenyeznek. Hallgatói 54 országból vannak.
Az iskola áramigényének 100%-át szélenergia biztosítja. Az új épületeknél elvárás a LEED-minősítésnek való megfelelőség. Portland belvárosa felé a Pioneer Express (becenevén Pio) buszai közlekednek.

## Története
Más intézményekhez hasonlóan a Lewis és Clark Főiskola elődjét is egy vallási közösség (jelen esetben a presbiteriánusok) kérésére alapították. Az Albany Academy 1858-ban jött létre.
1866-ra a középfokú helyett a felsőoktatás került fókuszba, így az intézmény felvette az Albany Collegiate Institution, egy évvel később pedig az Albanyi Főiskola nevet. Az állam többi főiskolájától eltérően az Albanyi Főiskola már a legelső évfolyamtól kezdve koedukált oktatást folytatott. Az iskola kezdetben a Monteith család által adományozott 2,8 hektáros telken működött, majd a város déli részére költözött.
1934-ben Portlandben telephelyet hoztak létre, majd 1939-ben a teljes intézményt átköltöztették; az egykori campus területén szövetségi kutatóintézet működik. 1942-ben a kuratórium tulajdonába került a Fir Acres-birtok; az iskola ekkor vette fel mai nevét.

## Kampusz
A Palatine-dombon elhelyezkedő, 0,55 km2 területű campus egybeépült a szomszédos természetvédelmi területtel. A John R. Howard épület díjat nyert környezetbarátsága miatt. A Frank-villát Herman Brookman tervezte.
A campust a The Princeton Review, a Travel + Leisure magazin és a StructureHub blog is az ország tíz legszebbje közé sorolta.

### Kollégiumok
A portlandi lakosok, 21. életévüket az őszi szemeszter kezdete előtt betöltők, házasok és legalább 61 kredittel rendelkező átjelentkezők kivételével az első két évben minden hallgatónak kötelező kollégistának lennie. Ezek többsége koedukált, azonban a szobák általában nem (a hallgatók jelezhetik, ha vegyes elhelyezést is elfogadnak).

## Oktatás
Az intézmény három intézetből (bölcsészettudományi, jogi és tanárképző) áll. A hallgatók 34 külföldi országban tanulhatnak; az 1960-as évek óta több mint 60%-uk él a lehetőséggel.

### Felvételi statisztikák
2018-ban a 6139 jelentkező 73,8%-át (4528) vették fel, és 562-en iratkoztak be.

### Rangsorok
A U.S. News & World Report 2022–2023-as bölcsészettudományi rangsorában az intézmény a 94., a Forbes összesített rangsorában pedig a 252. helyezést érte el. A The Wall Street Journal 2022-es rangsorában a 234. helyet érte el. A Money magazin 2022-es értékarányos rangsorának 623-as listáján az 565. helyen áll.
A Kiplinger 2019-ben a 149 bölcsészettudományi intézmény közül a 66. helyre sorolta.

## Sport
Az NCAA III-as divíziójában versenyző Lewis & Clark Pioneersnek tíz férfi és tizenegy női sportcsapata van. Több sportlétesítményt (például Pamplin Sportközpont és Griswold Stadion) is fenntartanak. 2021 őszén az alapképzésben résztvevők 17%-a játszott valamely csapatban. 2011-ben a nyugati regionális terepfutó bajnokságon a nők a hetedik, a férfiak a tizenharmadik helyezést érték el. A 2011–12-es szezonban a férfikosárlabda-csapat az elődöntőben veszített, ezzel a konferencia negyedik helyén zártak. Ugyanezen szezonban a nők a második helyen végeztek, és részt vehettek a III-as divízió nemzeti bajnokságán.
Több kisebb iskolán belüli és klubsportág (például rögbi vagy ultimate) is nagy sikernek örvend. A hallgatók maguk is kitaláltak sportágakat (például ninja és wolvetch), amelyek az intézményben népszerűek, de máshol ritkán játsszák őket. Ugyan az egyetemi sporteseményeken sokan részt vesznek, a kulturális és finanszírozásbeli különbségek feszültséget okoznak a sportoló és nem sportoló hallgatók között.

## Nevezetes személyek

### Alkalmazottak, oktatók
- Anthony Swofford, bölcsészettudományi oktató, író[32]
- Bob Gaillard, kosárlabdaedző[33]
- Edwina Florence Wills, zenész[34]
- Elbert Nevius Condit, lelkész, az intézmény első rektorainak egyike[35]
- Fitzhugh Dodson, filozófus, lelkész[36]
- John F. Callahan, bölcsészettudományi oktató, Ralph Ellison író hagyatékának kezelője[37]
- Kim Stafford, író[38]
- Mary Szybist, költő[39]
- Phillip Barron, filozófus, költő[40]
- Robert B. Pamplin Jr., filantróp, kuratóriumi tag[41]
- Vern Rutsala, költő[42]
- William Stafford, költő[43]

### Hallgatók
- Ahmed Ali al-Szajeg, az Egyesült Arab Emírségek államminisztere[44]
- Charles A. Blanchard, ügyvéd, a Pentagon munkatársa[45]
- Don Bonker, politikus[46]
- Earl Blumenauer, politikus[47]
- Ever Carradine, színész[48]
- Genevieve Gorder, műsorvezető[49]
- Gordon Gilkey, a Portlandi Művészeti Múzeum kurátora[50]
- Haben Girma, a fogyatékkal élők jogainak támogatója[51]
- Heidi Heitkamp, szenátor[52]
- Jake Longstreth, műsorvezető[53]
- Jeanne M. Holm, a légierő tábornoka[54]
- Kate Brown, Oregon 38. kormányzója[55]
- Larry Campbell, a képviselőház elnöke[56]
- Marcia S. Krieger, bíró[57]
- Mark V. Olsen, rendező[58]
- Markie Post, színész[59]
- Matt Biondi, úszó[60]
- Monica Lewinsky, a Fehér Ház dolgozója, neve a Lewinsky-ügyben vált ismertté[61]
- Penn Badgley, színész[62]
- Pete Ward, baseballjátékos[63]
- Ronald A. Marks, a CIA egykori munkatársa[64]
- Ted Gaines, szenátor[65]
- Quinn Slobodian, író[66]

## Fordítás
- Ez a szócikk részben vagy egészben  a   Lewis & Clark College című angol Wikipédia-szócikk ezen változatának fordításán alapul.  Az eredeti cikk szerkesztőit annak laptörténete sorolja fel. Ez a jelzés csupán a megfogalmazás eredetét és a szerzői jogokat jelzi, nem szolgál a cikkben szereplő információk forrásmegjelöléseként.